# Золота доба Білорусі
Золота доба Білорусі — період в історії Білорусі у XV—XVI століттях, що характеризувався найбільшим розквітом національної культури, освіти, науки, мистецтва, архітектури та промисловості.